# Peter Colotka
Peter Colotka (* 10. Januar 1925 in Sedliacka Dubová, Tschechoslowakei; † 21. April 2019) war ein tschechoslowakischer Jurist, Hochschullehrer und Politiker der Kommunistischen Partei der Tschechoslowakei KSČ (Komunistická strana Československa) sowie der Kommunistischen Partei der Slowakei KSS (Komunistická strana Slovenska), der unter anderem zwischen 1968 und 1988 stellvertretender Ministerpräsident der Tschechoslowakischen Sozialistischen Republik (ČSSR) sowie von 1969 bis 1988 Ministerpräsident der Teilrepublik Slowakische Sozialistische Republik war.

## Leben
Colotka besuchte von 1942 bis 1946 das Gymnasium in Dolný Kubín und begann anschließend 1946 ein Studium der Rechtswissenschaften an der Comenius-Universität Bratislava, das er 1950 abschloss. Während des Studiums trat er 1947 der Kommunistischen Partei der Slowakei bei, der er bis 1990 angehörte. Nach Abschluss des Studiums war er zwischen 1950 und 1956 als Assistent an der Juristischen Fakultät der Comenius-Universität Bratislava tätig und legte in dieser Zeit auch seine Promotion zum Doktor der Rechtswissenschaften ab. 1956 wurde er außerordentlicher Professor und war zugleich zwischen 1956 und 1957 Prodekan sowie im Anschluss von 1957 bis 1958 Dekan der Juristischen Fakultät. Nachdem er zwischen 1958 und 1961 Prorektor der Comenius-Universität war, wurde er 1962 Mitarbeiter am Internationalen Gerichtshof (IGH) in Den Haag und war dort bis 1970 tätig. Zugleich absolvierte er zwischen 1962 und 1963 Studienaufenthalte an der Universität Grenoble sowie an der Universität von Paris. Während dieser Zeit übernahm er ferner 1964 eine Professur für Zivil- und Familienrecht an der Comenius-Universität Bratislava.
Mitte der 1960er begann Colotka zugleich seine politischen Laufbahn, als er 1963 Mitglied des Slowakischen Nationalrates SNR (Slovenská národní Rada) wurde und diesem bis 1988 angehörte. Zugleich fungierte er von 1963 bis 1969 als Justizkommissar des SNR (Povereník SNR pre spravodlivosť). Auf dem Parteitag der KSS (12.–14. Mai 1966) wurde er erstmals Mitglied des Zentralkomitee (ZK) der KSS und gehörte diesem bis 1989 an. Auf dem XIII. Parteitag der KSČ (31. Mai – 4. Juni 1966) wurde er zugleich erstmals Mitglied des ZK der KSČ und gehörte diesem Gremium bis zum 24. November 1989 an. Am 8. April 1968 übernahm er in der ersten Regierung von Ministerpräsident Oldřich Černík das Amt eines der stellvertretenden Ministerpräsidenten der Tschechoslowakischen Sozialistischen Republik (ČSSR) – Regierung Oldřich Černík III –  und bekleidete dieses in allen darauf folgenden Regierungen bis zum 12. Oktober 1988 in den Regierungen Štrougal I, Štrougal II, Štrougal III, Štrougal IV, Štrougal V und Štrougal VI. Zu Beginn des Prager Frühlings unterstützte er die Reformpolitik des Ersten Sekretärs des ZK Alexander Dubček für einen demokratischen Sozialismus.
Am 1. Januar 1969 wurde Colotka Mitglied der Föderationsversammlung (Federální shromáždění), der er bis zum 21. Juni 1989 angehörte. Zugleich fungierte von Januar bis April 1968 als erster Präsident der Föderationsversammlung und wurde in dieser Funktion durch Alexander Dubček abgelöst. Am 17. April 1969 wurde er ferner Mitglied des Präsidiums des ZK und gehörte diesem obersten Führungsgremium der Partei bis zum 11. Oktober 1988 an. Er selbst übernahm darüber hinaus am 5. Mai 1969 von Štefan Sádovský das Amt des Ministerpräsidenten der Slowakischen Sozialistischen Republik innerhalb der ČSSR und übte dieses bis zu seiner Ablösung durch Ivan Knotek am 12. Oktober 1988 aus. Während seiner Amtszeit kam es zu erheblichen Fortschritten der im Vergleich zur Tschechischen Sozialistischen Republik rückständigen slowakischen Teilrepublik insbesondere im wirtschaftlichen, sozialen und kulturellen Bereich. Auch eine Annäherung an die Produktion der fortgeschrittenen tschechischen Landschaft gelang. Darüber hinaus folgte die Einführung mehrerer Großprojekte in Industrie, Energie, Landwirtschaft, Wohnen, Bildung, Kultur und Sport, die zu einem höheren Lebensstandard in dieser Teilrepublik führten. Auf dem Parteitag der KSS (13.–15. Mai 1971) wurde er ferner Mitglied des Präsidiums des ZK der KSS und gehörte auch diesem Gremium bis 1988 an. Zuletzt war er von Oktober 1988 bis zum 19. Januar 1990 Botschafter in Frankreich.
Nach der Samtenen Revolution von November und Dezember 1989 wurde Colotka am 11. Juli 1990 verhaftet und gegen ihn Anklage wegen Unterschlagung, Machtmissbrauch und Diebstahl nach der Niederschlagung des Prager Frühlings durch Truppen des Warschauer Pakts sowie in der Zeit der sogenannten „Normalisierung“ erhoben. Er wurde allerdings von diesen Vorwürfen freigesprochen und lebte bis zu seinem Tod als Rentner in Bratislava.

## Veröffentlichungen
- Naša socialistická ústava, Bratislava 1961
- Pramene a istoty, Bratislava 1985
- Towards the human Rechtsstaat, Bratislava 1993